# Braccae

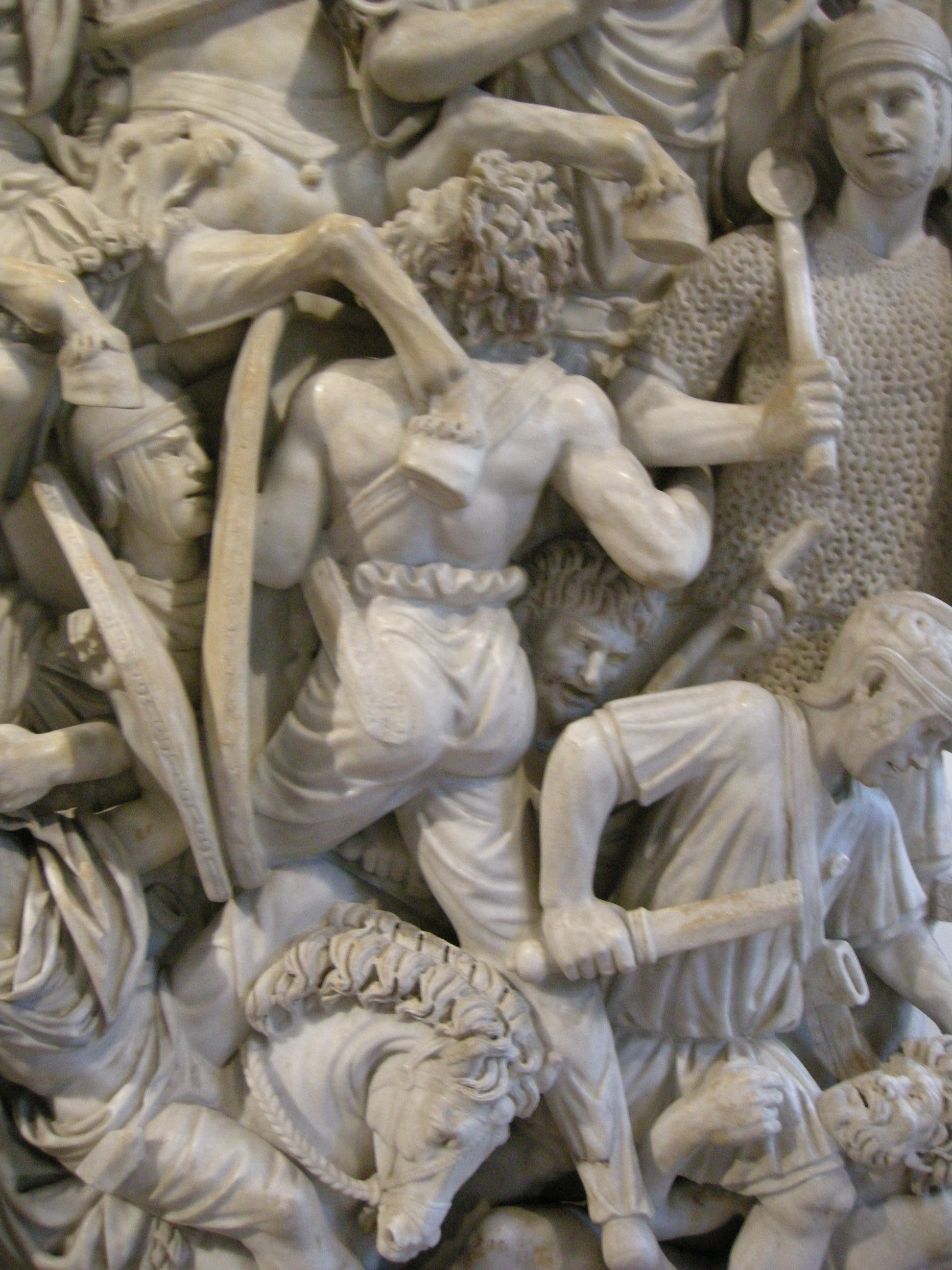
Guerrer dels gots al "Sarcòfag Ludovisi" amb el guerrer d'esquena portant uns "braccae", terme primer utilitzat pel Celtes i llavors estès a les altres tribus dels bàrbars

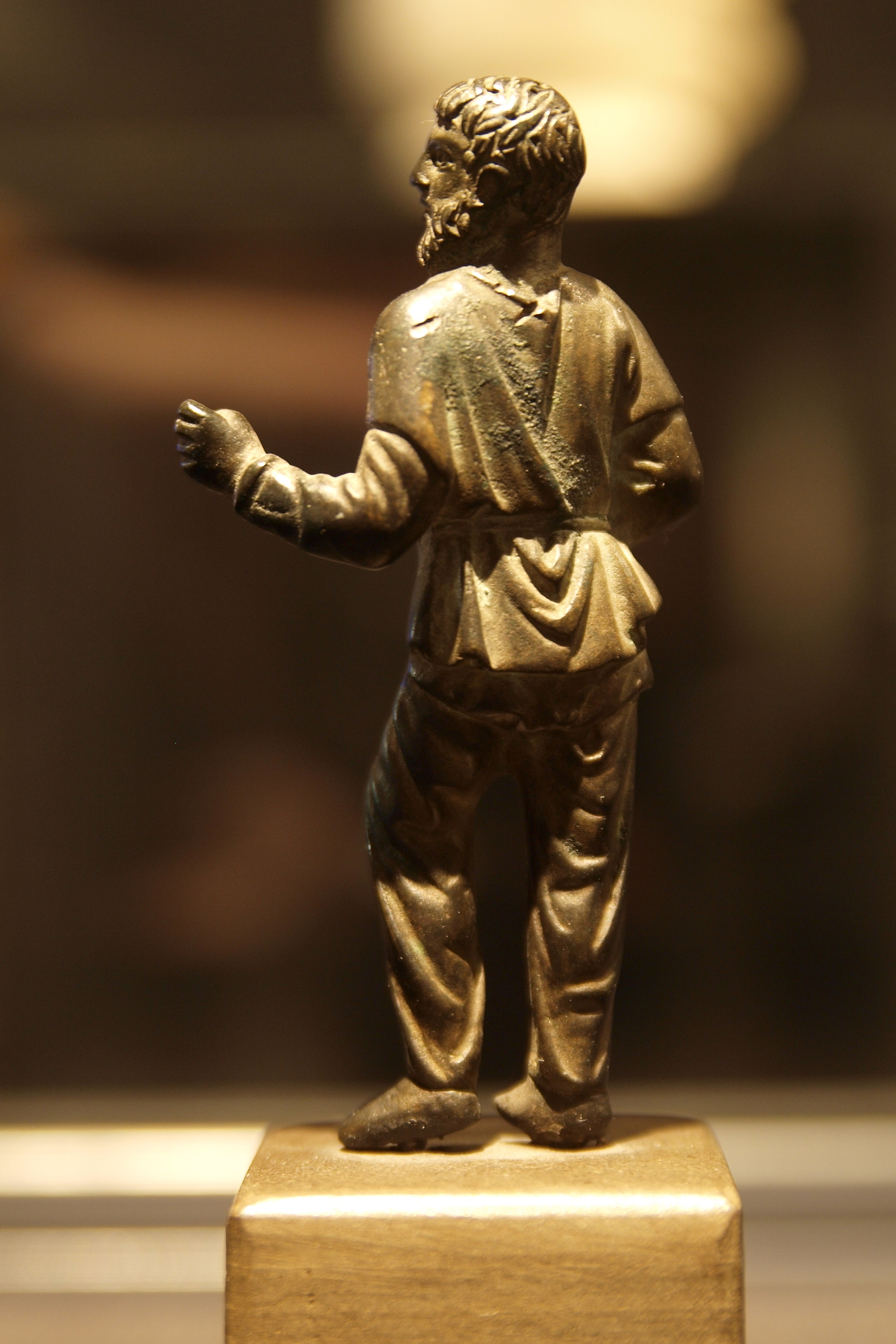
Figura de Bronze romana d'un germànic de barba plena, amb els característics braccae i una túnica

Braccae és el terme llatí per pantalons, i en aquest context l'arcaisme és utilitzat per referir-se a un estil de pantalons, fets de llana.
Els Romans van trobar aquest estil de roba entre pobles que van anomenar Gals (Gauls), un terme sovint assumit amb el significat de "parlants de llengües Celtes", encara que molts investigadors (incloent John Collis i Peter S Wells) dubten que el terme Gal estigués principalment basat en una afiliació lingüística.
Els Braccae estaven típicament sostinguts amb un cordó, i tendien a arribar just per sobre del genoll al més curt, fins als turmells al més llarg, amb una longitud generalment augmentant en les tribus que vivien més al nord.
Quan els Romans van veure els primers braccae, els van trobar efeminats (els homes Romans típicament portaven túniques, que eren d'una-peça que arribava fins al genoll o just per sobre).

## Etimologia
La paraula es compara amb l'anglès breeches o amb el castellà bragas Sembla derivar de l'arrel Indo-europea * bhrg- 'trencament', aquí aparentment utilitzat en el sentit 'dividir', 'separar'. La seqüència consonant *b.r.k implica un origen del germànic (amb un canvi de so regular de *g > *k) més que de la branca Celta de les llengües Indo-europees; el Celta en comptes d'això, té normalment * b.r.g, mentre el gaèlic escocès té briogais o el Bretó té bragoù. La forma * b.r.k està referenciada en llengües germàniques (Proto-germànic * brōkiz).
Si els Romans van aprendre aquesta paraula dels Celta-parlants, sembla estrany que la paraula llatina contingui cc, aparentment assemblant-se a la forma germànica amb * k, més que la forma Celta, amb *g. Hi ha diverses explicacions possibles:
- Els Romans van sentir primer la paraula dels Celta-parlants, que l'havien manllevat dels germànic-parlants.
- Els Romans van sentir primer la paraula dels germànic-parlants.
- Els Romans van sentir primer la paraula amb la forma * g Celta, però la pronunciació que van utilitzar en la imitació no va reflectir de forma exacta el que van sentir inicialment.
- La paraula Celta va passar primer als Etruscs, que no distingien entre els sons "c" i "g". Es coneix la transició, a través dels registres Etruscs, del mot grec amorge convertit al llatí amurca, o del mot grec κυβερνἂν (kubernân) al llatí gubernare. Explicant doncs, com "bragae" va esdevenir "bracae" i després "braccae".